# Саарский футбольный союз
Саа́рский футбо́льный сою́з (нем. Saarländischer Fußballverband) — организация, осуществляющая контроль и управление футболом в немецкой земле Саар. Располагается в Саарбрюккене.

## История
СФС был основан 25 июля 1948 года в Зульцбахе как футбольный союз французского протектората Саар, отделённого после Второй мировой войны от Германии. Президентом организации стал Вилли Кох.
Клубы Саара играли в местной «Эренлиге» три сезона с 1948 по 1951 год, включая сильный клуб «Саарбрюккен», игравший в сезоне 1948/49 во втором французском дивизионе, где был известен как FC Sarrebruck. Команда с лёгкостью закончила сезон на первом месте, но не была переведена в первый дивизион, а также не была принята в постоянные члены второго дивизиона. Клуб не был заинтересован выступать в слабой «Эренлиге» и организовал короткий турнир, привлёкший высококлассные команды.
Сборная Саара, существовавшая под эгидой союза, в 1950—1957 года провела 19 игр и участвовала в отборе к чемпионату мира 1954 года.
17 июля 1949 года члены СФС отклонили предложение о вступлении в Федерацию футбола Франции (609 голосов против 299, при этом 55 воздержалось). Во главе с новым президентом Германом Нойбергером (с 14 мая 1950) СФС вступил в ФИФА 12 июня 1950 года, на три месяца раньше восстановления Футбольного союза Германии и двумя годами ранее создания Футбольного союза ГДР.
По референдуму 1955 года Саар вошёл в ФРГ, начиная с 1 января 1957 года. СФС стал частью Футбольного союза Германии как SFV (нем. Saarländischer Fußballverband).
На 2010 год в союзе состояли 387 клубов, от которых представлено 114 413 членов и 2 810 команд.